# Lázně Toušeň
Lázně Toušeň (in tedesco Tauschin) è un comune mercato della Repubblica Ceca facente parte del distretto di Praha-východ, in Boemia Centrale.

## Geografia fisica
Il paese si estende sulla riva sinistra del fiume Elba, ad un'altitudine di 177 m s.l.m.

## Storia
La prima menzione scritta del paese risale al 1293, ma sono state rinvenute fonti risalenti al 3000 a.C. Il luogo servito come guardia del Elbfurt, che giaceva sulla strada sale. Nel XIII secolo apparteneva al feudo del re Arrigo VII. Sotto il regno di Giovanni di Lussemburgo il paese passò nelle mani dei signori von Michalovitz. Carlo IV, durante la sua permanenza qui, espresse il suo pensiero religioso, che trascrisse poi nelle sue memorie. Durante le guerre hussite, la città fu assediata da Jan Želivský e poi occupata dagli eserciti di Praga. Nel 1468 la città passò nelle mani del re di Boemia Giorgio di Poděbrady, i cui figli la vendettero nuovamente. Agli inizi del XVI secolo la città fu acquistata dal sindaco di Praga Jan Pasek, al quale si deve la costruzione del castello rinascimentale, piantagioni di vigneti, che aiutarono l'economia locale, giardini di luppolo e stagni. Nel 1547, il paese passò di nuovo nelle mani della corona e questa volta il proprietario era l'imperatore Ferdinando I. Durante la guerra dei trent'anni gli svedesi saccheggiarono e distrussero il comune. Solo alla fine del XVII secolo, quando il paese finì nelle mani della famiglia Waldstein, iniziò una lenta ripresa. Nel 1979 fu proclamata città. Nel 2006 c'è stato il rinnovo dello status di Městys.

## Istruzione
La prima scuola fondata nella città risale al 1661. La scuola attuale è stata costruita nel 1787 sul sito della precedente su richiesta personale dell'imperatore Giuseppe II. Nel 1971 è stata fornita di attrezzature quali il sistema di riscaldamento e la palestra. Nel 2006 c'è stata la ristrutturazione definitiva (soprattutto della facciata), particolarmente costosa. Nell'anno 2010 la scuola elementare registra 174 studenti.

## Edifici
- Chiesa di San Floriano
  - Cappella di San Floriano
- Castello rinascimentale
- Biblioteca comunale
- Municipio
- Fanghi termali